# Старцева, Мария Елизаровна
Мари́я Елиза́ровна Ста́рцева — советский хозяйственный, государственный и политический деятель.

## Биография
Родилась в 1897 году в деревне Качино Усть-Вымской волости Яренского уезда.
Окончила Яренскую женскую прогимназию и Вологодскую Мариинскую женскую гимназию. С 1915 года — на хозяйственной, общественной и политической работе. В 1915—1958 гг. — учитель математики в школах Удорского уезда, затем в школе
II ступени села Усть-Вымь. Студентка физико-математического факультета Коми государственного педагогического института, преподаватель Усть-Вымского педагогического училища, учитель, завуч Усть-Вымской средней школы, глава делегации Коми АССР на праздновании 70-летия И. В. Сталина.
Избиралась депутатом Верховного Совета РСФСР 2-го созыва.
Умерла в Москве в 1974 году.